# Carex cariei
Carex cariei là một loài thực vật có hoa trong họ Cói. Loài này được Aubin mô tả khoa học đầu tiên năm 1987.